# Palaeoneura evanescens
Palaeoneura evanescens är en stekelart som beskrevs av Waterhouse 1915. Palaeoneura evanescens ingår i släktet Palaeoneura och familjen dvärgsteklar. Inga underarter finns listade i Catalogue of Life.